# Check the CM Song
SBI損保 Presents Check the CM Song（エスビーアイそんぽプレゼンツ チェックザシーエムソング）は、エフエム東京（TOKYO FM）で毎週日曜日17:55 - 18:00に放送されていたミニ番組である。SBI損保の提供。

## 概要
2009年4月から放送されているミニ番組。テレビコマーシャルに使われている洋楽の楽曲を取り上げる番組。CMで使われている曲がカバー曲で音源化されていない場合はオリジナル曲を流すこともある。
また、日本人アーティストがカバーしている場合もオリジナルアーティストのバージョンを流すこともある（例としては映画「愛を読むひと」のイメージソング「ハート・オブ・マイン」（平井堅のバージョン）は、当番組ではボズ・スキャッグス版を放送した。）。

## パーソナリティ
- 赤坂泰彦
赤坂はこの番組の前にキリンビール提供のミニ番組「キリンストロングセブン presents THE STRONG HITS!!」に2008年10月 - 2009年3月にかけて出演していた。